# غرب الزيادي (تبن)

تعديل مصدري - تعديل

غرب الزيادي هي إحدى قرى عزلة الحوطة بمديرية تبن التابعة لمحافظة لحج، بلغ تعداد سكانها 59 نسمة حسب تعداد اليمن لعام 2004.